# 마쓰다이라 나오요시 (1605년)
마쓰다이라 나오요시(일본어: 松平直良)는 에도 시대 초기의 다이묘이다. 에치젠(越前) 고노모토(木本) 번주와 에치젠 가쓰야마(越前勝山) 번주를 거쳐 오노 번(大野藩) 초대 번주가 된다. 나오요시 계 에치젠 마쓰다이라 가(直良系越前松平家) 시조.
|  | 고노모토 번 번주 1628년 ~ 1635년 | 후임 폐번 |

| 전임 마쓰다이라 나오모토 | 에치젠 가쓰야마 번 번주 (에치젠 마쓰다이라가, 나오요시 계) 1635년 ~ 1644년 | 후임 막부령(오가사와라 사다노부) |

| 전임 마쓰다이라 나오모토 | 제1대 에치젠 오노 번 번주 (에치젠 마쓰다이라가, 나오요시 계) 1644년 ~ 1678년 | 후임 마쓰다이라 나오아키라 |